# Niklas Moisander
Niklas Moisander (* 29. September 1985 in Turku) ist ein ehemaliger finnischer Fußballspieler.

## Spielerkarriere

### Im Verein
Niklas Moisander begann seine Karriere als Profifußballer bei Turku PS aus seiner Geburtsstadt. Von dort wechselte er 2003 zusammen mit seinem Zwillingsbruder Henrik zum niederländischen Rekordmeister Ajax Amsterdam, den er als seinen „Traumclub“ beschreibt. In seinen drei Jahren bei den Hauptstädtern konnte er sich jedoch nicht durchsetzen und kam zu keinem Ligaeinsatz, sondern spielte nur für Jong Ajax, die zweite Mannschaft des Vereins.
Im Sommer 2006 entschied sich Moisander zu einem Wechsel zum Zweitligisten FC Zwolle. Dort wurde er ein Leistungsträger der Mannschaft. So wurde er 2008 vom niederländischen Spitzenverein AZ Alkmaar verpflichtet, bei dem er auf Anhieb Stammspieler war und mit dem er in seiner ersten Saison die niederländische Meisterschaft gewann. Nach vier Jahren in Alkmaar wurde er Mitte August 2012 für eine Ablösesumme von drei Millionen Euro von Ajax Amsterdam verpflichtet und unterschrieb einen Dreijahresvertrag bis Ende Juni 2015. Auch mit Ajax wurde Moisander 2012/13 in seinem ersten Jahr niederländischer Meister. Zur Saison 2015/16 wechselte er zu Sampdoria Genua.
Zur Saison 2016/17 wechselte Moisander zum deutschen Erstligisten Werder Bremen. Zur Saison 2019/20 wurde er von Cheftrainer Florian Kohfeldt zum neuen Mannschaftskapitän ernannt. Nach 125 Ligaspielen und dem Abstieg in die 2. Bundesliga nach der Saison 2020/21 verließ er Werder Bremen.
Daraufhin schloss er sich im Juni 2021 dem schwedischen Erstligisten Malmö FF an, mit dem er in der folgenden Zeit 2021, 2023 und 2024 dreimal die schwedische Meisterschaft sowie 2022 und 2024 auch den nationalen Pokal gewinnen konnte. Mit dem Ende der Spielzeit am Jahresende 2024 beendete Moisander schließlich im Alter von 39 Jahren seine Profikarriere.

### Nationalmannschaft
Am 29. Mai 2008 gab er in einem Freundschaftsspiel gegen die Türkei in Duisburg sein Debüt in der finnischen Nationalmannschaft, nachdem er zuvor bereits in jeder einzelnen Nachwuchsnationalmannschaft seines Geburtslandes eingesetzt worden war. Sein erstes Tor für die finnische Fußballnationalmannschaft erzielte er am 10. Oktober 2009 beim 2:1-Sieg im Qualifikationsspiel für die WM 2010 gegen Wales. Moisander konnte sich mit der Nationalmannschaft weder für eine Europameisterschaft noch für eine Weltmeisterschaftsendrunde qualifizieren.
Als Mannschaftskapitän erklärte Moisander im November 2017 seinen Rücktritt aus der finnischen Nationalelf.

## Erfolge
AZ Alkmaar
- Niederländischer Meister: 2009
- Niederländischer Supercupsieger: 2010

Ajax Amsterdam
- Niederländischer Meister: 2013, 2014
- Niederländischer Supercupsieger: 2014

Malmö FF
- Schwedischer Meister: 2021, 2023, 2024
- Schwedischer Pokalsieger: 2022, 2024

Persönliche Erfolge
- Finnlands Fußballer des Jahres: 2012, 2013